# Église Saint-Joseph de Creil
L'église Saint-Joseph de Creil est située dans le quartier du Plateau à Creil, dans le département de l'Oise. Elle est affiliée à la paroisse bienheureux Frédéric Ozanam du Creillois-Centre.

## Historique
L'église Saint-Joseph a été construite en 1969 par l'architecte Jacques Prioleau, dans le nouveau quartier du Plateau, formé de grands ensembles d'immeubles. Elle est intégrée dans une place presque fermée.

## Caractéristiques
La nouvelle église a un plan carré, l'entrée est précédée d'un porche. L’édifice s'élève sur deux niveaux : le sous-sol avec cour, garage et cinq salles de réunion et le rez-de-chaussée où se situe l'espace réservé au culte ainsi qu'un secrétariat et des espaces d'accueil. Elle est éclairée par des fenêtres hautes percées en bandeau sur la façade. Une coupole éclaire l’autel. L'espace du rez-de-chaussée est modulable grâce à des cloisons amovibles.
L'architecture de cet édifice religieux témoigne d’une époque où l’Église catholique voulait être au plus près de la société.